# Can Monistrol
Can Monistrol és una obra del municipi de Polinyà (Vallès Occidental) inclosa en l'Inventari del Patrimoni Arquitectònic de Catalunya.
Datada de l'any 1700, actualment és propietat de la família Comadrán però hi viuen com a masovers la família Sala que es dediquen a la cria de cavalls. Recentment ha estat reconstruïda, per tant es troba en molt bon estat de conservació.

## Descripció
Can Monistrol sembla correspondre a la tipologia d'estructura basilical: cos central sobresortit i teulada a dos vessants amb els laterals més baixos i d'un sol vessant. Actualment, el vessant esquerra és tota d'un mateix nivell. A la façana s'hi diferencien planta baixa, primer pis i golfes. A la planta baixa, portal d'accés d'arc rodó de mig punt adovellat i obertures en forma rectangular, una a cada costat i corresponent a la distribució de l'espai en tres crugies. A la planta del pis, tres finestres rectangulars simètricament disposades. Són de simple factura i sense ornamentacions ; entre la finestra central i la del costat esquerre s'hi troba un rellotge de sol,del tipus "quadrant vertical", encara en funcionament, amb esgrafiats i pintat.
Les golfes, a la segona planta en un cos sobresortint, constituït per dues obertures amb arcs escarsers, a les que s'hi ha afegit una tercera finestra. La teulada queda definida en un vessant seguit, la de l'esquerra i un altre vessant a dos nivells de teulada. La coberta és de teules àrabs i carener perpendicular a la façana. Petit ràfec d'una sola filada de teules de caràcter ornamental. A cada costat de l'edifici existeixen cossos juxtaposats - de posterior realització- amb funcions de corrals i estables, així com magatzem per als estris de les feines agrícoles.

### Finestra
Situada a la façana principal al primer pis i sobre la porta d'arc de mig punt dovellat. és una finestra rectangular de proporcions considerables, amb pedres d'emmarcament i llinda treballada. Forma un arc rebaixat en degradació cap a l'interior, amb tres motllures. L'exterior acaba amb un element d'aspecte conopial i cap a la línia d'imposta hi ha dos caps esculturats i ornamentació floral. La segona i la tercera motllura continuen en dos columnes als brancals, amb uns petits capitells de motius vegetals i acaben en uns elements arquitectònics que les connecten amb l'ampit, motllurat en un sol bloc de pedra.